# Sugimoto Masao
Masao Sugimoto (sinh ngày 26 tháng 6 năm 1967) là một cầu thủ bóng đá người Nhật Bản.

## Sự nghiệp câu lạc bộ
Masao Sugimoto đã từng chơi cho Yamaha Motors và Shimizu S-Pulse.